# Cryptococcus ulmi
Cryptococcus ulmi är en insektsart som beskrevs av Tang och Hao 1995. Cryptococcus ulmi ingår i släktet Cryptococcus och familjen filtsköldlöss. Inga underarter finns listade i Catalogue of Life.